# Maria Dolors Cabré Montserrat
Maria Dolors Cabré Montserrat (Vinyols i els Arcs, Baix Camp, 28 d'agost de 1914 - Tarragona, 7 de març de 1995) fou una profesora de literatura catalana.
Filla d'una família de mestres, va cursar els seus estudis secundaris a Reus i els universitaris de Filologia romànica, especialitat d'Hispàniques, a Barcelona (1932-1936), on va assistir a classes de Joan Corominas, Pompeu Fabra, Guillem Díaz-Plaja, Rafael Lapesa o Antonio de la Torre, entre d'altres. I entre els seus companys d'aula hi havia noms tan significats com Salvador Espriu.
Acabada la Guerra Civil va haver de tornar-se a examinar perquè el règim no reconeixia les titulacions. Inicià la carrera docent el curs 1940-1941 al col·legi de Tortosa de la Companyia de Santa Teresa de Jesús. Després van venir interinitats als instituts Maragall (1941-1943), Menéndez y Pelayo (1943-1944) de Barcelona, mentre impartia classes particulars i al centre d'ensenyament col·legiat Milà i Fontanals de Vilafranca del Penedès. Va continuar a La Corunya (1944-1947). El 1949 va obtenir una càtedra de batxillerat de Llengua i Literatura espanyoles. Va ser destinada a Santa Cruz de Tenerife, i posteriorment a Osca fins a 1960, a l'Institut Ramon y Cajal, i a Tarragona (fins a 1984, any en què es va jubilar). Durant la seva etapa aragonesa va col·laborar activament amb la Institución Fernando el Católico, de la qual fou nomenada consellera corresponent el 1953, i amb l'Institut d'Estudis Oscenses (numerària el 1957). L'any 1960 va ser nomenada acadèmica corresponent de la Reial Acadèmia de la Història per Tarragona, a proposta dels acadèmics Miguel Gómez del Campillo, Amando Melón y Ruiz de Gordejuela i José López de Toro. Aquest mateix any es va incorporar a la Comissió de Tarragona, formant part de la Comissió de Monuments el 1964. El 1969 va ingressar a la Reial Societat Arqueològica Tarraconense, i el 1970 va ser elegida consellera numerària de l'Institut d'Estudis Tarraconenses Ramon Berenguer IV, passant el 1988 a la categoria de consellera d'honor.
Va col·laborar en nombroses i diverses activitats culturals i associatives: restauració de l'Ermita de Santa Magdalena de Berrús a Riba-roja d'Ebre, impuls de les classes de llengua catalana com a professora especial de Literatura catalana de la Diputació Provincial de Tarragona entre 1968 i 1975, creació d'una biblioteca a Tivissa, etc. Així mateix, va participar en nombrosos congressos d'història de la Corona d'Aragó i va publicar articles especialitzats sobre temes històrics i literaris (especialment sobre l'humanisme aragonès al Renaixement) en revistes com Argensola, Butlletí Arqueològic o Quaderns d'Història Jerónimo Zurita.

## Reconeixements
Membre d'honor del Centre d'Estudis de la Ribera d'Ebre (CERE), va ser nomenada filla adoptiva de Riba-roja d'Ebre el 1986. La biblioteca municipal d'aquesta localitat porta el seu nom. També fou distingida com alcaldessa honorària de Santa Agda, i va rebre la placa d'argent de Tivissa. El Centre d'Estudis de la Ribera d'Ebre la va nomenar, juntament amb Artur Bladé i Desumvila, Membre d'Honor.